# 渡辺玉三郎
渡辺 玉三郎（渡邊、渡邉、わたなべ たまさぶろう、1884年1月2日 - 1951年1月24日）は、日本の政治家。衆議院議員（2期）。

## 経歴
愛知県出身。毛織物業を営む。愛知県会議員、同参事会員、起町長、所得税調査委員、起町商工会長、尾西織物同業組合長、愛知県織物同業組合連合会組長、日本織物中央会副会頭、尾西セル工業組合理事長、起町農会長、全国工業組合中央会監事、大日本毛織物工業組合連合会顧問となる。
1936年の第19回衆議院議員総選挙では愛知3区(当時)から立憲民政党公認で立候補して当選。翌1937年の第20回衆議院議員総選挙でも再選。衆議院議員を2期務めた。1942年の第21回衆議院議員総選挙では非推薦で立候補のため落選した。1951年死去。